# Ramon Peiró i Victori
Ramon Peiró i Victori, O.P. (Aiguafreda, Osona, 7 de març de 1891 - Barcelona, 21 d'agost de 1936) va ser un frare dominic català mort durant la persecució religiosa de la Guerra Civil espanyola. Va ser beatificat per Joan Pau II l'11 de març de 2001. El seu germà, Miquel Peiró i Victori, pare de família i membre del Tercer Orde de Sant Domènec, també va ser mort durant la persecució.

## Biografia
Estudià a Folgueroles, en un col·legi dels Pares de la Sagrada Família. Amb 15 anys estudià al convent de San Juan Bautista de Corias, Astúries, on vestí l'hàbit de l'Orde de Predicadors i el 1911 feu la professió solemne.
L'assignaren al convent de Sant Esteve de Salamanca, i demanà formar part del grup de restauradors de la província dominica d'Aragó, on estudià teologia i fou ordenat sacerdot el 1915. Ensenyà humanitats als apostòlics de Solsona, traslladat a Barcelona, incrementà els oficis divins i embellí la capella del Santíssim del seu convent. Fou formador de joves aspirants a frares durant molts anys i promotor de la devoció del rosari.
Durant la persecució religiosa de 1936, abandonà el convent el 19 de juliol i trobà refugi a casa de famílies conegudes. Des d'una d'aquestes cases contemplà com assaltaven i cremaven el convent. Tot i canviar de refugi diverses vegades, fou descobert el 15 d'agost després de sentir missa a la ràdio. El tancaren en un soterrani fins al matí del 21 d'agost de 1936, quan uns milicians el tragueren al camp del Morrot, una zona propera al port, i allà el mataren.
Fou beatificat per Joan Pau II l'11 de març de 2001.